# 틴 타입

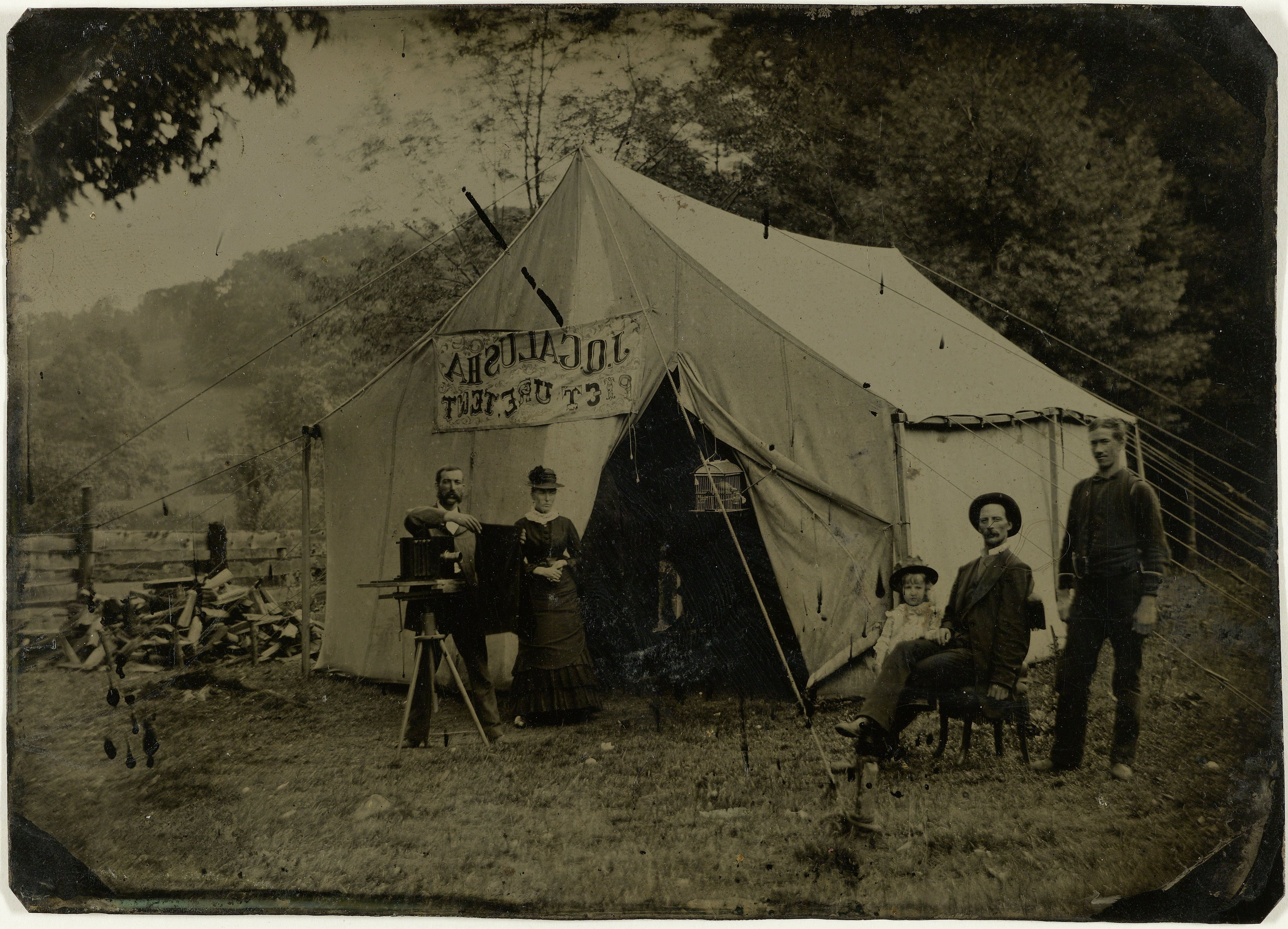
페로티피스트 JQ Galusha의 스튜디오 텐트, 12,7 × 17,7 cm, 미국, c. 1880년~1900년

틴 타입(영어: Tin Type)은 페로타입등으로 불리며, 얇은 금속판(현재는 레이저 각인을 새긴 알루미늄판 등이 사용됨)에 어두운 래커나 에나멜로 코팅한 후, 콜로다이온을 지지체로 사용하는 사진 기법이다. 틴 타입은 1853년 아돌프 알렉상드르 마르탱이 개발했다. 틴타입은 1860년대와 1870년대에 가장 널리 사용되었지만 1930년대까지 사용되었으며, 21세기에는 참신하고 훌륭한 예술 형태로 부활하였다. 틴타입은 초상화를 대량으로 찍을수 있는 최초의 "진정으로 민주적인" 방식으로 설명되어 지기도 하였다.:51–55
틴타입은 특히 초상화를 그리는 데 사용되었다. 처음엔 정식 사진 스튜디오에서 촬영되었으나, 나중엔 야외에서도 사용되었다. 철판은 탄력성이 뛰어나고 나중에 건조할 필요가 없었기 때문에 사진을 찍은지 몇분 안에 틴타입을 현상할수 있어서 바로 고객들에게 전달할 수 있었다.
특히 틴 타입은 남북전쟁의 오고 가는 모습을 담아 개별 군인과 끔찍한 전투 장면을 기록했었다. 또한 이 사진은 이동식 마차를 타고 다니는 사진작가들이 쉽게 촬영할 수 있었던 서부의 풍경을 담기도 하였다.
그러나 1860년대 중반부터는 알부민 페이퍼등으로 예술적, 상업적 지위를 잃기 시작했지만, 반세기 이상 살아남아 주로 카니발의 신비한 상품으로 자리남았다.

## 세부 사항
틴타입 공정에는 습식과 건식의 두 가지가 존재한다. 습식 공정에서는 카메라에 노출하기 전 은 할로겐화물 결정이 섞인 콜로다이온 용액을 판에 형성해야 했다. 나중에는 젤라틴을 사용하기도 하였다.
피사체의 가장 밝은 부분에 해당하는 가장 조밀한 부분은 반사광에 의해 회색으로 나타났으며, 은의 양이 가장 적은 부분은 래커로 인해 검은색으로 보였다. 당시 이 기능은 기존과 대비하여 더 짧은 노출 시간을 사용할 수 있게 해주었고 이는 인물 사진 에서 큰 장점이었다.

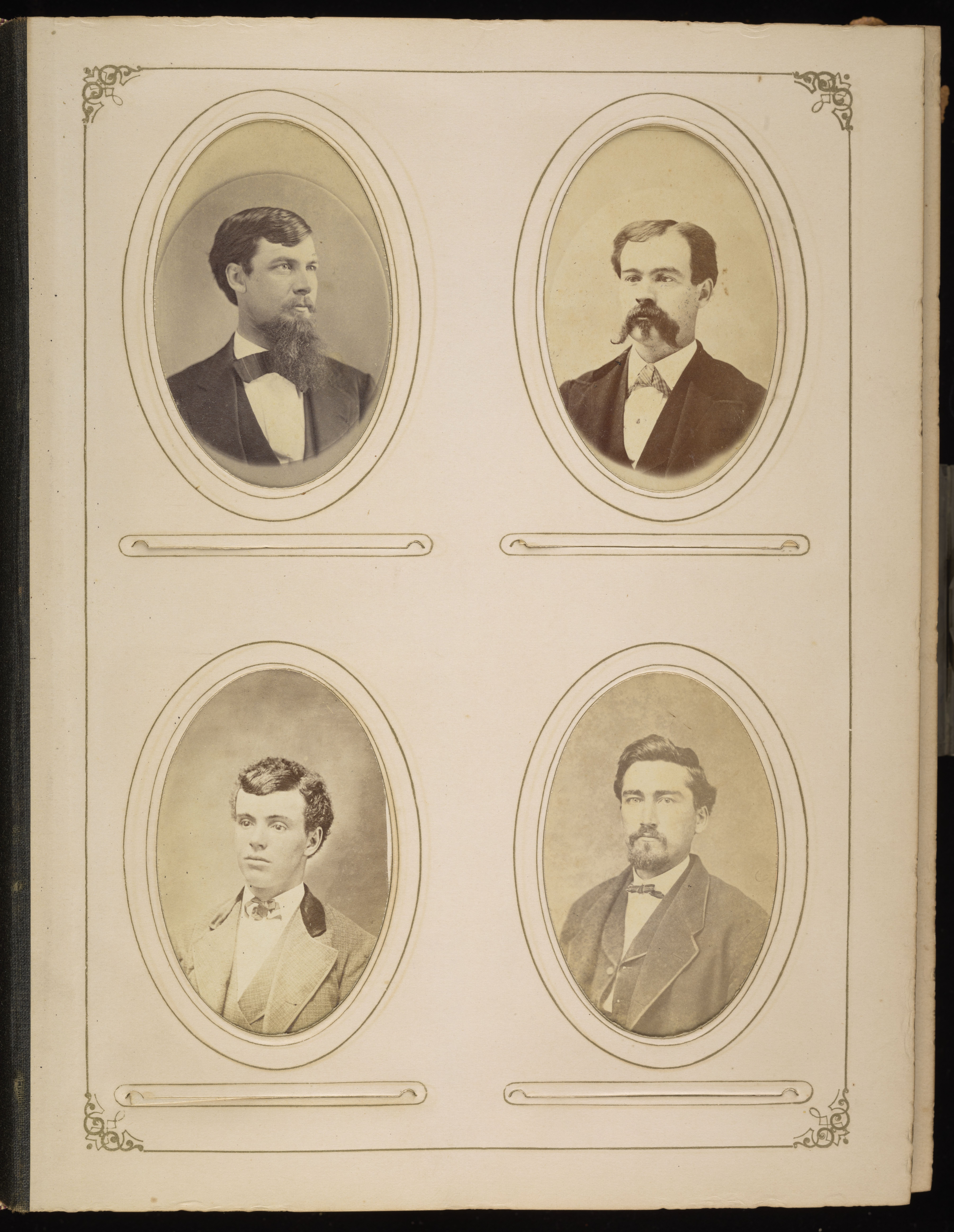
1800년대 후반~1900년대 초반의 앨범에 담긴 틴타입 초상화

틴 타입 사진은 일반적으로 필름 건판이기 때문에, 이미지는 대개 현실과 좌우가 반전된 거울상 이미지이다. 때로는 카메라에 거울이나 직각 프리즘을 장착해 오른쪽에서 읽는 결과를 얻기도 하였다.

## 역사
이 과정은 1853년 프랑스의 아돌프 알렉상드르 마르탱이 처음으로 기술했으며, 이후 1856년에 미국에서는 해밀턴 스미스가, 영국 에서는 윌리엄 클로엔이 특허를 받았다.

### 전구체로서의 암브로타입
전신으로는 암브로타입이 존재하는데, 이는 공정은 동일하나 유리에 남기는 기법이다. 이런 방식은 1851년 프레드릭 스콧 아처에 의해 처음 발명되었으며, 틴 타입은 암브로타입의 변형으로, 암브로타입의 유리판을 얇은 철판으로 대체한 것이다.

### 틴 타입의 성공

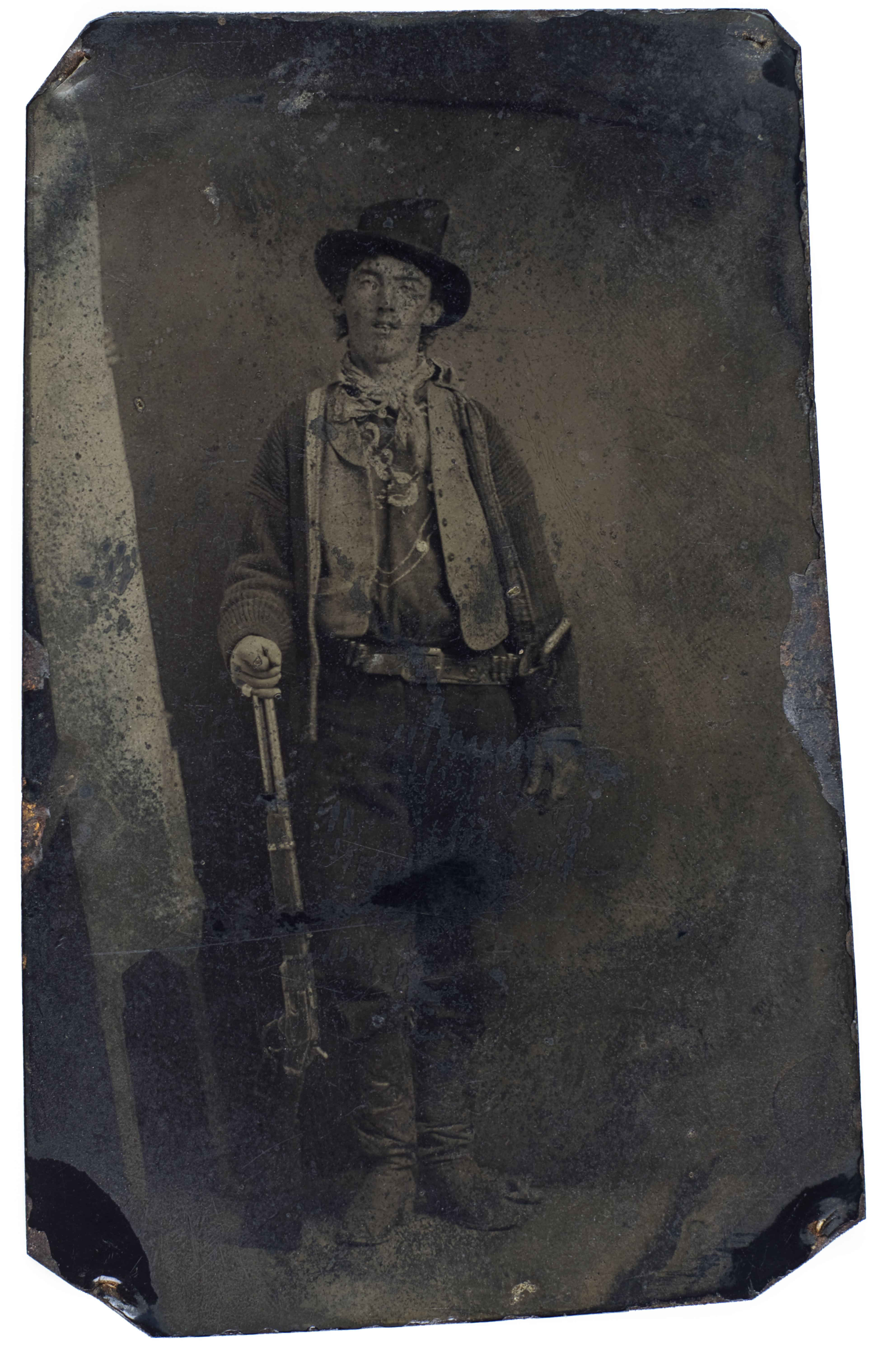
빌리 더 키드 의 유일하게 남아있는 초상화, 포트 서머너, c. 1879–80

전신이었던 다게레오타입과 비교했을 때. 틴타입은 매우 저렴했을 뿐만 아니라 비교적 쉽고 빠르게 제작할 수 있었다. 사진작가는 틴타입 판을 준비하고, 노출시키고, 현상하고, 광택을 내어 수 분 안에 고객에게 제공할 수 있었다. 초창기 틴타입은 다게레오타입이나 암브로타입처럼 보호용 장식 케이스에 넣어 사용하기도 했지만, 처음부터 간단한 종이 매트에 넣은 케이스 없는 틴타입이 인기를 끌었으며, 나중에는 판지에 인화한것과 마찬가지로 책 모양의 사진 앨범에 미리 잘라놓은 구멍으로 옮겨지는 경우가 많았다.
틴타입은 튼튼하고 가볍고 얇아서 재킷 주머니에 넣어 편리하게 휴대할 수 있었으며, 이런 이유로 남북전쟁 당시 미국에서 크게 인기를 얻게 되었다.

## 참조
- 알부민 페이퍼
- 암브로타입
- 칼로타입
- 콜로디온 공정
- 다게레오타이프

## 참고문헌
1. 1 2  Knodt, Robert; Pollmeier, Klaus (1999). 《Verfahren der Fotografie》 2. expa판. Essen: Museum Folkwang. 61쪽.
2. ↑  Kasher, Steven (2008). 《America and the Tintype》. New York/Göttingen: ICP/Steidl. 14, 35ff쪽.
3. ↑  Spira, S. Fred (2001). 《The History of Photography as Seen Through the Spira Collection》. New York: Aperture.
4. ↑  Clark, Gary. “Tintype Photographs”. 《PhotoTree.com》.
5. ↑  Wood, L. (2011년 8월 5일). “What Do You Know About Tintypes?”. Ohio Historical Society Collections Blog. 2014년 1월 14일에 원본 문서에서 보존된 문서. 2025년 5월 8일에 확인함.